# Photonectes margarita
Photonectes margarita es una especie de pez de la familia Stomiidae en el orden de los Stomiiformes.

## Morfología
Los machos pueden llegar alcanzar los 39,6 cm de longitud total.

## Hábitat
Es un pez de mar y de aguas profundas que vive 0-5.087 m de profundidad.

## Distribución geográfica
Se encuentra en el  Atlántico oriental (desde el Marruecos hasta Mauritania, y desde el Gabón hasta Namibia), el Golfo de México, el Mar Caribe,  Canadá, [12] el Índico y el Pacífico